# (4146) Rudolfinum
(4146) Rudolfinum (1982 DD2) – planetoida z pasa głównego asteroid okrążająca Słońce w ciągu 3,4 lat w średniej odległości 2,26 j.a. Odkryta 16 lutego 1982 roku.